# Bruce Ivins
Bruce Edwards Ivins (Lebanon (Ohio), 22 april 1946 - Frederick (Maryland), 29 juli 2008) was een Amerikaans microbioloog en vaccinoloog.
Hij was een expert op het gebied van miltvuur en ontwikkelde daar vaccins tegen. Hij werkte bij de United States Army Medical Research Institute of Infectious Diseases (USAMRIID), waar hij onder meer de monsters onderzocht van de antrax (miltvuur) die in 2001 per brief werd verstuurd naar enkele Amerikaanse senatoren en media. Deze antrax-aanvallen kostten aan vijf mensen het leven en leidden in Amerika tot lichte paniek. De brieven werden al vrij snel in verband gebracht met Irak en islamitische terroristen. 
Volgens berichten pleegde Ivins zelfmoord op het moment dat de FBI hem in staat van beschuldiging wilde stellen voor zijn betrokkenheid bij de aanval. Kort na zijn dood, op 8 augustus, verklaarde het United States Department of Justice dat de zaak werd gesloten: Ivins was de enige verdachte voor de antrax-brieven. Microbiologen zetten echter grote vraagtekens bij deze conclusie.

## Uitvinder vaccins
Ivins werkte de laatste achttien jaar bij USAMRIID in Fort Detrick, Maryland, waar hij onderzoek deed naar onder meer legionella en cholera. Na het miltvuurlek in Sverdlovsk in 1979, waarbij 64 mensen omkwamen, richtte hij zijn aandacht ook op antrax, en werd hij op dit gebied een top-expert. Over antrax publiceerde hij veel artikelen, waaronder een over de behandeling van inademing van antrax, gepubliceerd kort voor zijn dood in juli 2008. Hij was ook de mede-uitvinder van twee genetisch gemodificeerde vaccins tegen miltvuur, eigendom van zijn werkgever, het Amerikaanse leger.
Na de antrax-aanslagen in september en oktober 2001 werd Ivins ineens een belangrijk persoon in de strijd tegen het terrorisme. Er kwamen ook honderden miljoenen dollars vrij voor veiligheidsmaatregelen. Als mede-uitvinder van de antrax-vaccins stond Ivins volgens de Los Angeles Times toen op het punt aan zijn uitvindingen te verdienen. In het kader van het Project Bioshield sloot de Amerikaanse regering een contract met een biotechnologisch bedrijf, VaxGen, voor de levering van grote hoeveelheden van het vaccin (waarde: 877,5 miljoen dollar). VaxGen kon echter niet op tijd leveren en het contract werd verscheurd.
Van 2000 tot begin 2002 hielpen Ivins en twee collega's BioPort problemen op te lossen bij de ontwikkeling van een vaccin tegen antrax. Vanwege deze problemen verbood FDA het bedrijf in die tijd het vaccin te produceren. Door de hulp van Ivins werd dit verbod ingetrokken.

## Onderzoek FBI
Als antrax-expert werd hij na de aanslagen ingezet in de onderzoeken en hielp hij de FBI het antrax-poeder van een envelop te analyseren. De FBI noemde al vrij snel een collega van Ivins, Steven Hatfill, als mogelijke verdachte. In maart 2008 werd Hatfill uiteindelijk vrijgesproken en werd een rechtszaak vanwege het lekken van zijn naam naar de pers afgewend met een vergoeding van 5,8 miljoen dollar.
Eind 2006, en volgens sommige berichten al in 2002 toen antrax-sporen in de buurt van zijn bureau werden aangetroffen, werd Ivins de hoofdverdachte. Over deze besmettingen lichtte Ivins zijn superieuren pas vijf maanden later in. In 2002 waren overigens alle antrax-specialisten in Fort Detrick voor de FBI een potentiële verdachte. Sinds dat jaar werd iedereen meerdere keren ondervraagd en aan leugendetector-testen onderworpen. De labs werden onderzocht en de computers weggereden voor nader onderzoek. Uiteindelijk werd Ivins de hoofdverdachte.
De FBI vermoedde dat Ivins de antrax-brieven had verstuurd om zijn vaccin te testen. Dit nadat Ivins eerder had geklaagd dat hij antrax-vaccins alleen maar op dieren kon uitproberen. Toen Hatfill werd vrijgesproken veranderde volgens collega's zijn gedrag en vertelde hij zijn therapeut dat hij zelfmoord overwoog. Deze therapeut vertelde eind juli dat Ivins van plan was zijn medewerkers te vermoorden nadat hij hoorde dat hij in staat van beschuldiging zou worden gesteld. Hij zou een wapen en een kogelvrij vest hebben aangeschaft.

## Dood
Ivins zou zelfmoord hebben gepleegd door een overdosis Tylenol (paracetamol) met codeïne. Echter, het feit dat Ivins als microbioloog geweten moet hebben dat een overdosis paracetamol tot een bijzonder pijnlijke dood leidt, maakt dit scenario onwaarschijnlijk. Hij overleed in het Frederick Memorial Hospital. Er werd geen afscheidsbrief aangetroffen. Een autopsie werd niet verricht. 
Na zijn dood liet zijn advocaat weten dat Ivins onschuldig was. De beschuldigingen en druk hebben tot zijn dood geleid, aldus de advocaat. Ook verschillende voormalige collega's en specialisten in biologische wapens betwijfelen of Ivins daadwerkelijk de brieven verstuurde. Volgens Richard Spertzel, van 1994 tot 1999 hoofd van de biologische wapens-afdeling van UNSCOM, kon de poeder-vorm van antrax niet in Fort Detrick zijn gemaakt. Hij en andere experts meenden dat er dure apparatuur, veel geld en een team van specialisten nodig is om antrax in deze vorm te kunnen maken. De antrax bevatte bijvoorbeeld een hoog percentage silicium, 1,4 procent. Ivins had niet de kundigheid of de apparatuur om dat te doen. Testen hebben tevens uitgewezen dat het onmogelijk is dat de antrax per ongeluk is besmet geraakt door silicium.
Volgens sommige auteurs, zoals Michael Green, was hier sprake van een cover-up van de FBI; er moest een zondebok worden gevonden terwijl de werkelijke daders buiten schot bleven. De FBI ging eerst achter Hatfill aan, maakte hem het leven zuur en toen hij niet kon worden 'gepakt' richtte het zijn pijlen op Bruce Ivins.
In 2010 sloot de FBI definitief het onderzoek: Ivins was de dader. Volgens de democratische politicus Rush D. Holt zou nieuw bewijsmateriaal van de FBI door een rechter van tafel worden geveegd. Volgens Kemp, de voormalige advocaat van Ivins, worden de psychische problemen van Ivins helaas gezien als bewijs.
Volgens de documentaire film Anthrax War is Ivins een van vier Amerikaanse en Engelse onderzoekers van biologische wapens die in de afgelopen jaren zijn overleden door 'zelfmoord'.